# Agelas flabelliformis
Agelas flabelliformis är en svampdjursart som först beskrevs av Carter 1883.  Agelas flabelliformis ingår i släktet Agelas och familjen Agelasidae.
Artens utbredningsområde är Barbados. Inga underarter finns listade i Catalogue of Life.